# 851 هـ
851 هـ هي سنة في التقويم الهجري امتدت مقابلةً في التقويم الميلادي بين سنتي 1447 و1448.

## مواليد
- شهاب الدين القسطلاني
- ابن العليف المكي

## وفيات
- ابن قاضي شهبة